# Колекція авангарду Леоніда Закса

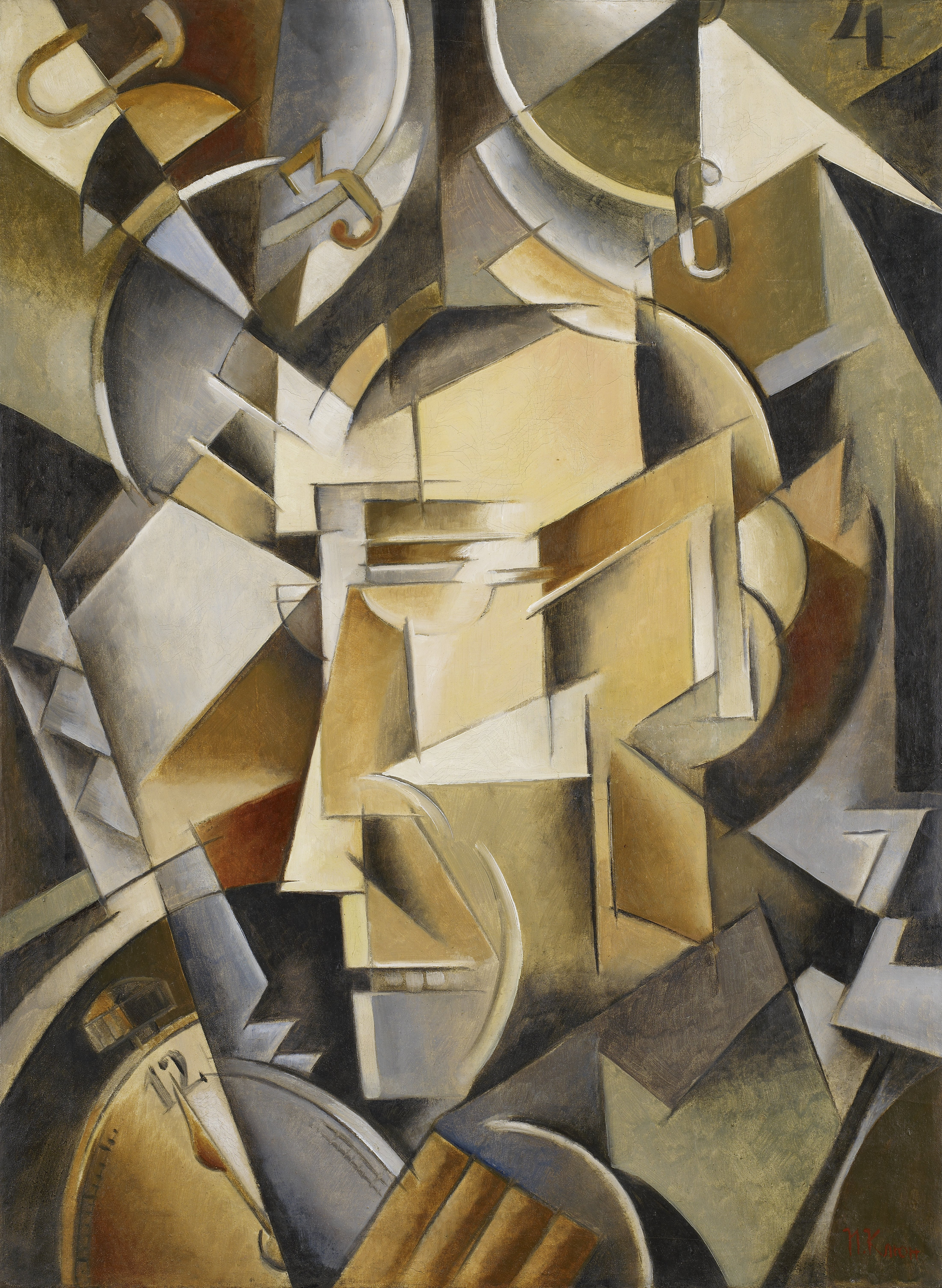
Одна з картин із колекції Закса, приписувана Іванові Клюну «Годинникар», з'явилася у фільмі «Оппенгеймер» Крістофера Нолана.

Коле́кція аванга́рду Леоні́да За́кса або коле́кція За́кса — приватне зібрання понад 200 картин, що тривалий час позиціювалося як одна з найдавніших та найбільших колекцій творів російського й українського авангарду, сформована, за твердженням родини Заксів, ще у 1920-х роках. Утім, низка мистецтвознавчих експертиз та журналістських розслідувань поставили під сумнів автентичність творів і саму історію походження колекції, що призвело до публічного скандалу та вилучення творів з музейних колекцій та пов’язаних матеріалів з енциклопедичних ресурсів, зокрема з російської Вікіпедії.

## Походження колекції за версією Леоніда Закса
За твердженням Леоніда Закса, уродженця Москви, а згодом громадянина Ізраїлю, він успадкував колекцію у 1990-х роках від свого родича Мойсея Закса. За його словами, колекцію започаткував ще в період НЕПу катеринославський (згодом дніпропетровський) підприємець Залман Закс, власник крамниці на Центральному ринку. Натхненний модними на той час художніми течіями, він почав скуповувати твори авангардистів. Стверджувалося, що на його рішення вплинули виставки в місцевих закладах, зокрема у відділенні Південно-русо-бельгійського банку. Після Другої світової війни колекцію продовжили формувати його діти: донька Анна Закс, військова лікарка, яка, за свідченнями Леоніда Закса, отримувала твори в дар від селян Білорусі, та син Мойсей Закс, що зник під час війни, але згодом з’явився як громадянин США й займався бізнесом у СРСР у 1950-х. 
У 1956 році Мойсей Закс, який, ймовірно, займався постачанням сировини за лінією Міністерства зовнішньої торгівлі СРСР, повернувся до Радянського Союзу. Після участі в семінарі в Центральному будинку культури МВС у Москві, де твори авангарду були представлені як приклад карикатурного «антихудожнього» мистецтва, він придбав 200 робіт, що надійшли у продаж через державні антикварно-комісійні магазини. Того ж року Мойсей Закс легально вивіз колекцію через Брестську митницю до Європи. За словами Леоніда Закса: «Це були два великі контейнери, відправлені залізницею до Західної Європи. Є в мене й документ із позначкою Міністерства культури Білоруської РСР».
У 2008 Леонід Закс стверджував, що звертався із проханням підтвердити легальність вивезення колекції та її походження до білоруських установ, зокрема до Музею історії та культури Білорусі. У відповідь йому було надіслано офіційного листа з посиланням на перевірку Державного митного комітету Республіки Білорусь. У листі зазначалося, що формування колекції можна прослідкувати на території Білорусі, Україні та Росії до моменту її вивезення в 1956 році.

## Склад колекції
Серед заявлених авторів були Ель Лисицький, Іван Клюн, Ілля Чашник, Олександра Екстер, Любов Попова, Ольга Розанова, Володимир Татлін, Олександр Родченко, Наталія Гончарова, Іван Пуні, Надія Удальцова, Густав Клуцис, Олександр Архипенко та інші.
Серед артефактів колекції були заявлені ранні авангардні твори Івана Клюна та Ольги Розанової, контррельєф Володимира Татліна, кубофутуристичний живопис Любові Попової, виконані олійними фарбами «дерев'яні кола», нібито створені Елем Лисицьким та Іллею Чашником у 1919 році в майстерні Народного художнього училища у Вітебську. До складу колекції також входили «проуни» Лисицького, ранні супрематичні композиції Чашника, зразки «романтичного конструктивізму» Олександри Екстер і безпредметний живопис Олександра Родченка кінця 1910-х — початку 1920-х років.
Зазначені типи робіт, зокрема живописні «проуни» Лисицького, вважаються рідкісними. Для порівняння, у зібранні Третьяковської галереї, що володіє значною колекцією творів Лисицького, переданою вдовою художника Софією Лисицькою-Кюперс, відсутні живописні «проуни» — зберігаються лише графічні. Натомість у колекції Закса, за його словами, таких налічувалося п’ять.
Сам Закс визнавав, що його колекції «потрібна відомість» і публічність. Він уникав «гучних імен» — таких як Марк Шагал, Василь Кандинський чи Казимир Малевич , — пояснюючи, що це спричиняє зайві питання: «Звідки у вас ця робота? А чи справді це Шагал?». На перше питання, за його словами, ще можна відповісти, а на друге — лише порадити звертатися до фахівців. Натомість вибір на користь менш відомих авторів дозволяв уникати скандалів і не ніс потенційних юридичних чи репутаційних ризиків, як у випадку з творами, що підконтрольні комітетам або фондам спадщини Шагала чи Кандинського.

Частину робіт з колекції було подаровано музеям, зокрема Літературному музею Максима Богдановича в Мінську.

Деякі картини з колекції Закса
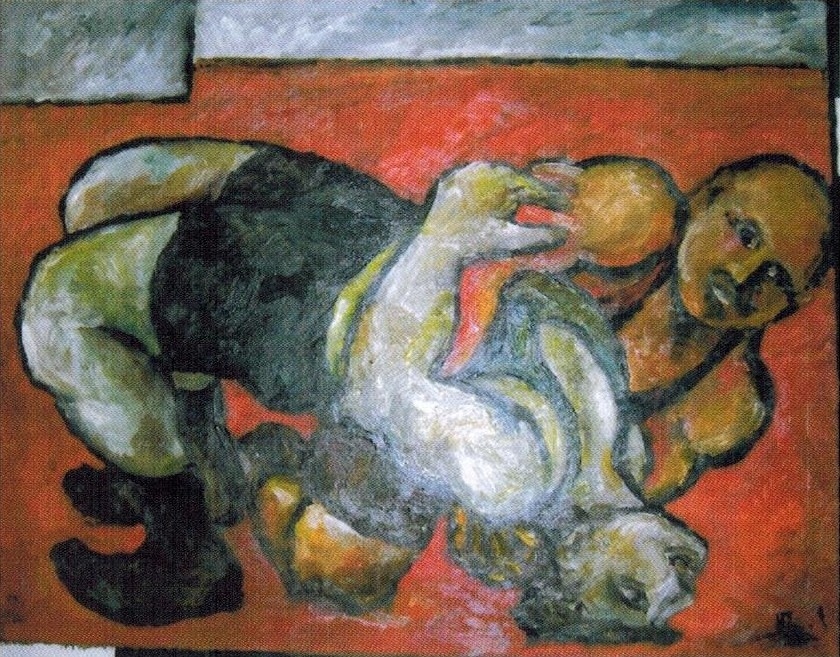
Наталія Гончарова «Борці»
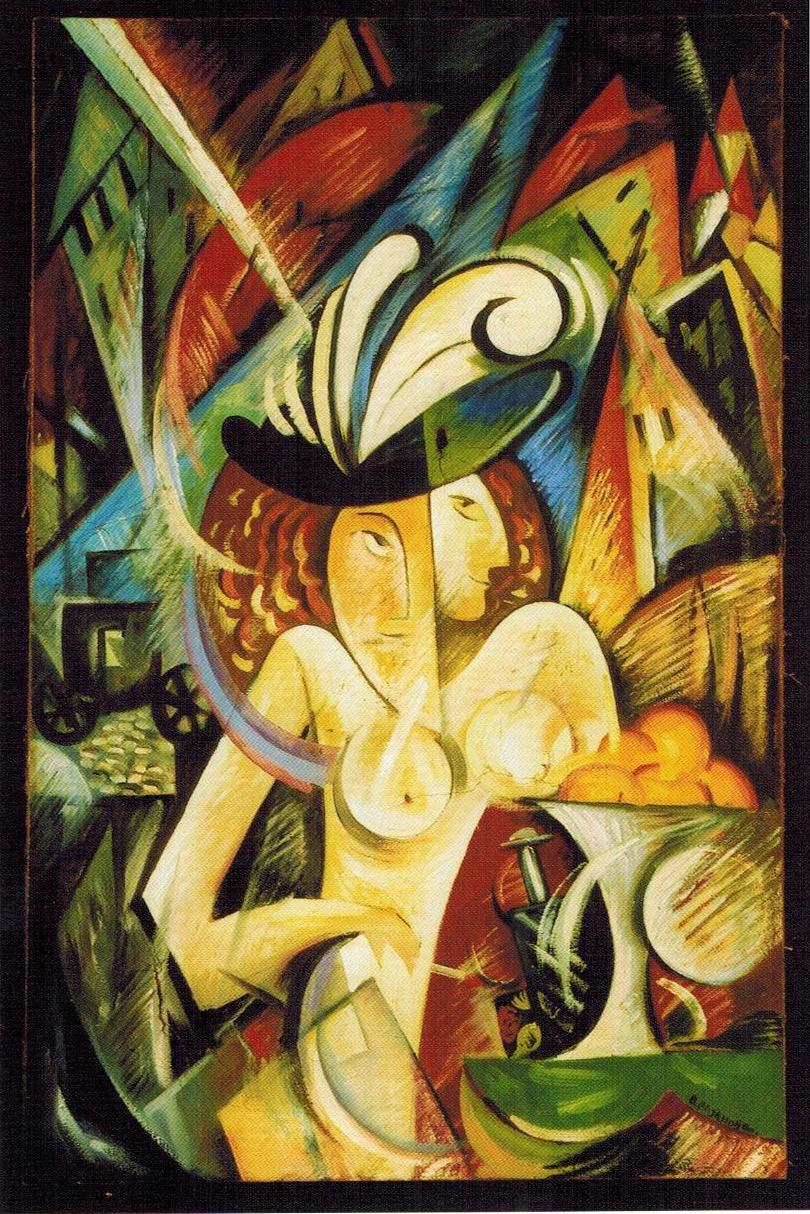
Ольга Розанова «Дама в капелюсі на тлі нічного міста»
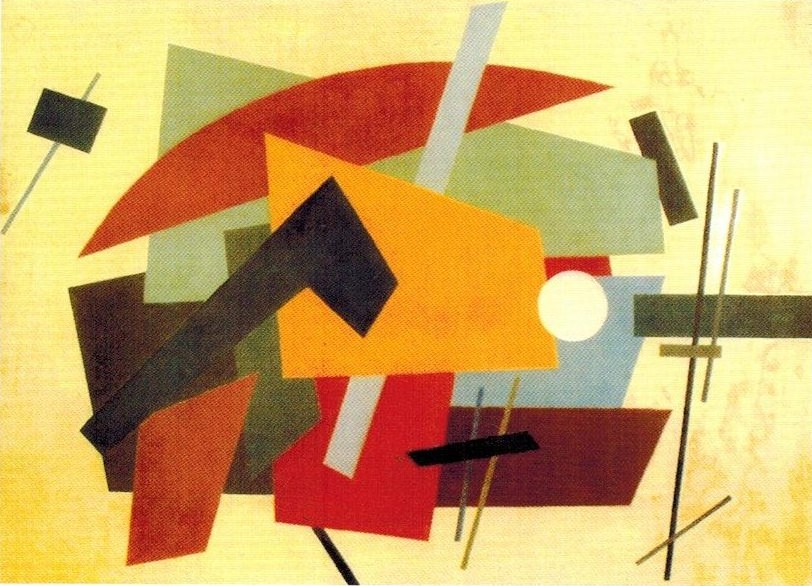
Іван Клюн «Композиція»
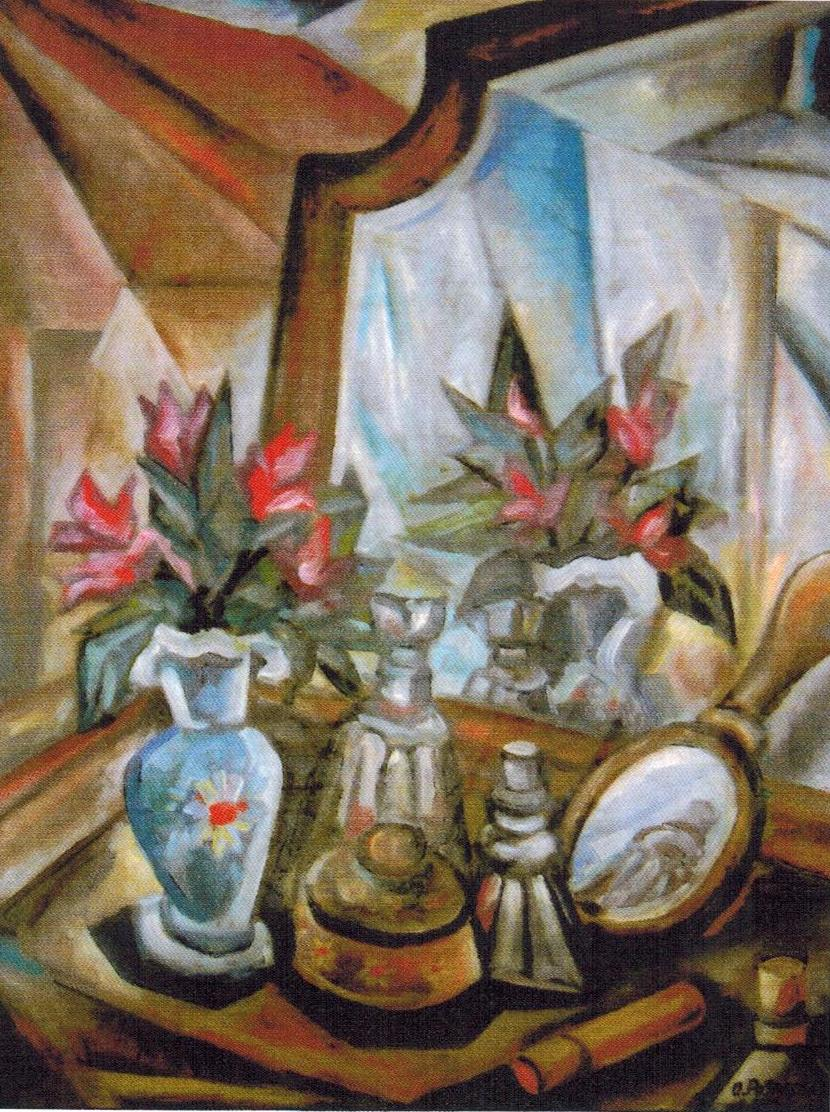
Ольга Розанова «Трюмо»
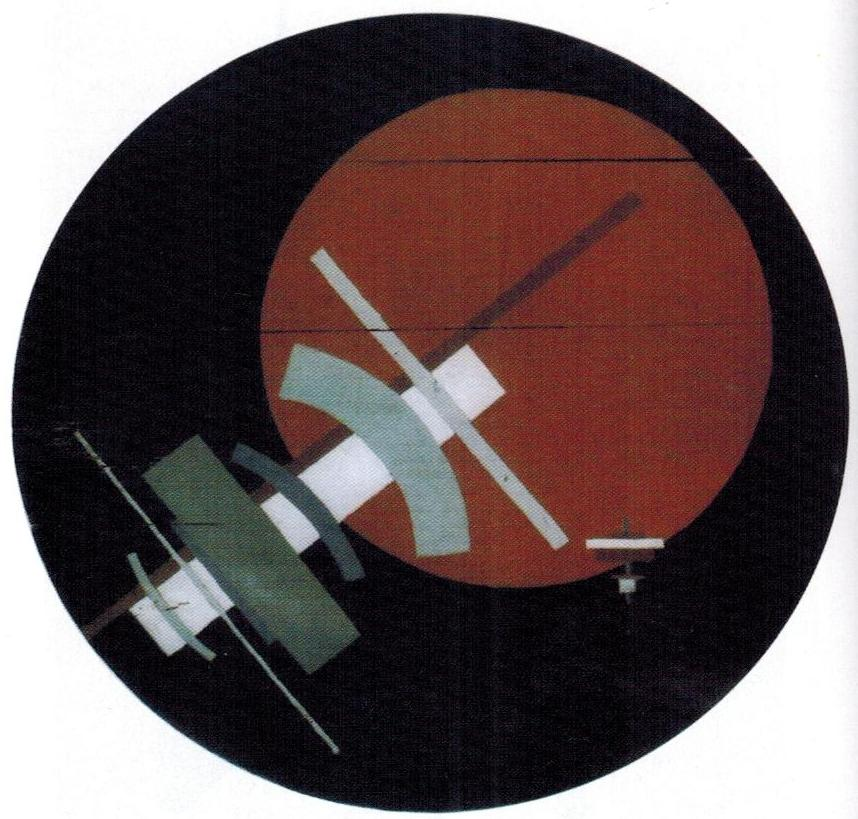
Ілля Чашник «Круг»
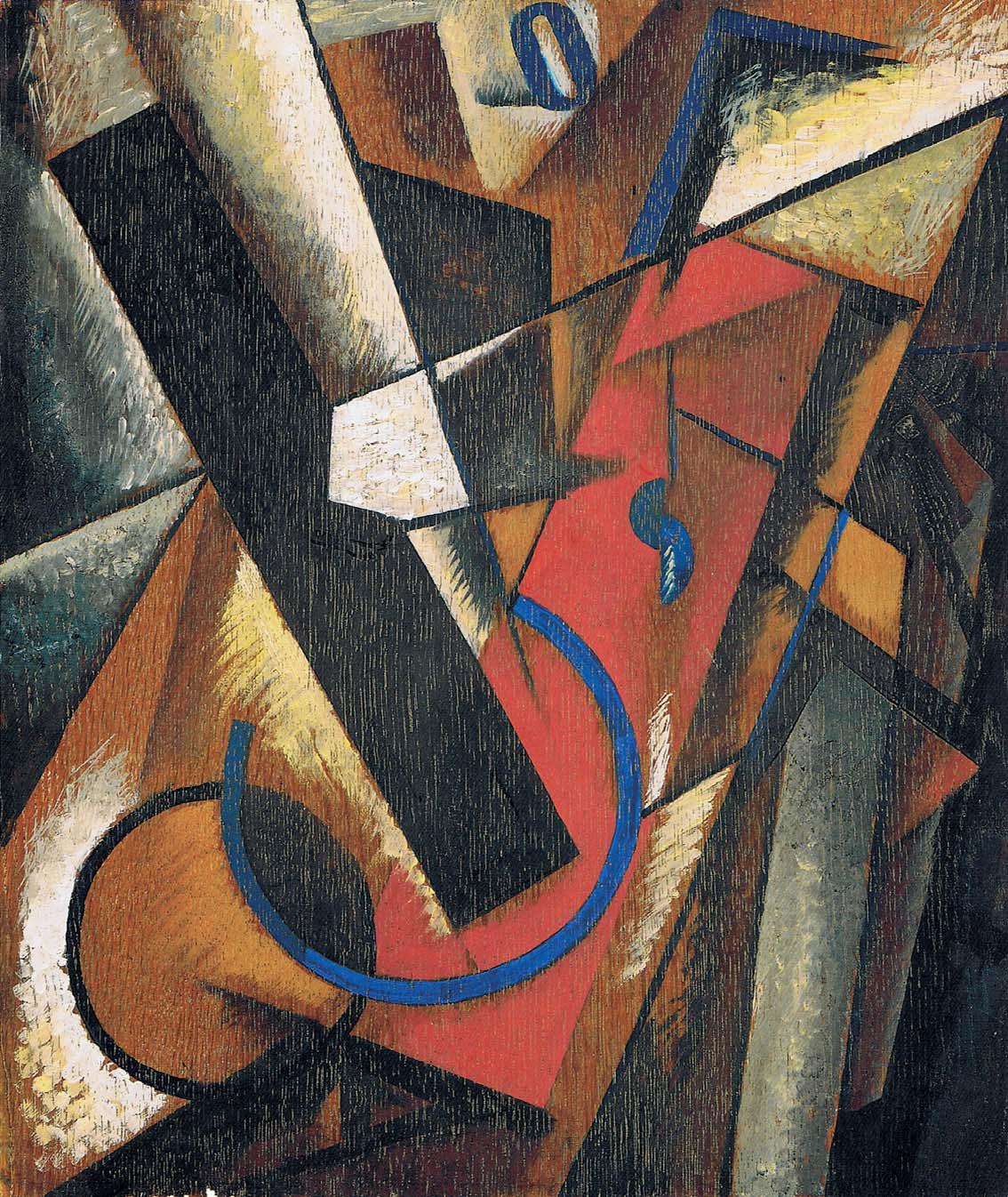
Любов Попова «Композиція з буквою О»
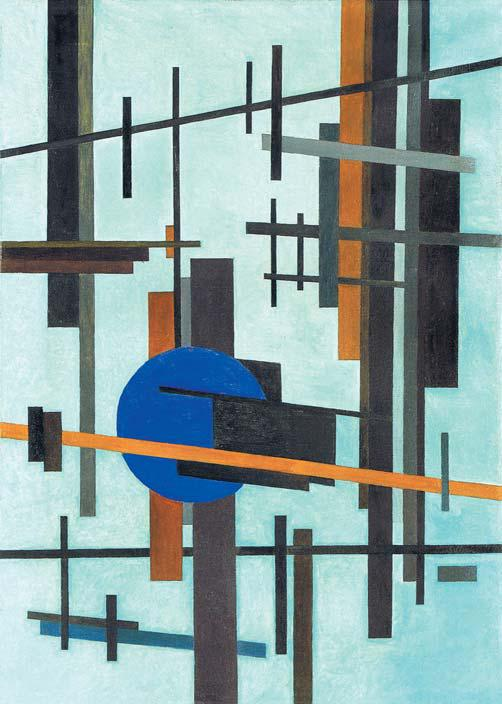
Ілля Чашник «Супрематична композиція»
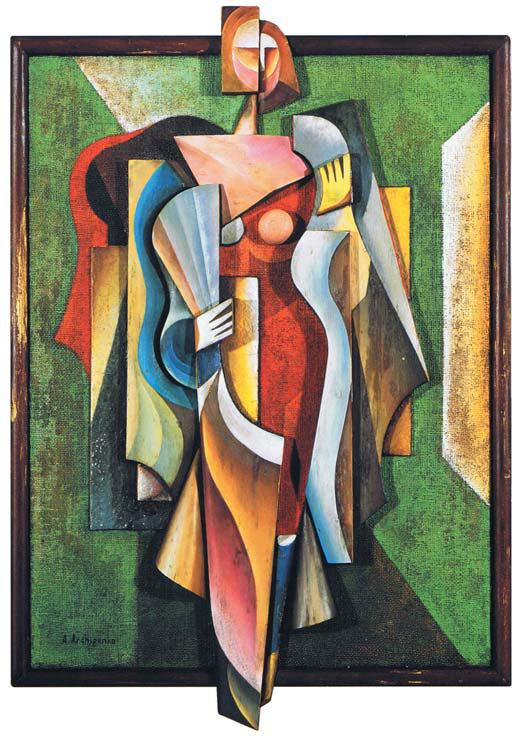
Олександр Архипенко «Жіноча фігура»

## Виставки
З початку 2000-х Леонід Закс активно популяризував колекцію, організовуючи виставки у Білорусі, Швейцарії, Німеччині та інших країнах.
- 2008 ― виставка робіт Івана Клюна з колекції Закса, Гамбург[6].
- 2009 — «Білорусі — з любов’ю» (рос. «Беларуси — с любовью»), Літературний музей Максима Богдановича, Мінськ[10].
- 2010 ― «Книжковий авангард», Національна бібліотека Білорусі, Мінськ[10][12].
- 2011 — «Російський авангард початку XX століття» (рос. «Русский авангард начала XX века»), Музей історії міста Мінська[10].
- 2007—2014 ― принаймні п'ять великих виставок колекції Закса пройшло в комерційній швейцарській галереї «Орландо» (нім. Galerie Orlando GmbH), Цюрих[11].

## Перші сумніви та скандал у Білорусі

### Дослідження колекції
У ході дослідження (до 2008 року) предметів із колекції Леоніда Закса було виявлено кілька суперечливих фактів. Зокрема, на одному з творів Олександри Екстер, датованому 1914 роком, фахівці виявили фрагмент, написаний аніліновою фарбою, яка, згідно з історією технологій, з’явилася в СРСР лише у 1938 році. Сам Леонід Закс у відповідь на це припустив, що такі фарби могли бути придбані в Швейцарії ще до революції, а звідти завезені до Києва. Ще один приклад стосується двох картин, приписуваних Любові Поповій і Надії Удальцовій. На обох роботах було виявлено однакову білу фарбу. За твердженням Закса, який посилається на думку експерта Олександра Арзамасцева, це могло пояснюватися тим, що обидві художниці, ймовірно, купували фарби в одній і тій самій художній крамниці в Європі.

### Розслідування Тетяни Матвєєвої
У 2009 році білоруські ЗМІ повідомили, що Леонід Закс передав у дар Білорусі колекцію оригінальної графіки художників-авангардистів початку XX століття, серед яких заявлялися твори Івана Клюна, Володимира Татліна, Петра Львова та Олександра Архипенка. 21 робота була передана до Літературного музею Максима Богдановича в Мінську, де відбулася виставка під назвою «Білорусі — з любов’ю». Згодом частину колекції було представлено у Вітебському художньому музеї під заголовком «Художники великої епохи» (рос. Художники великой эпохи). Втім, вже тоді низка білоруських експертів висловлювали сумніви щодо автентичності творів. Як зазначив білоруський мистецтвознавець, докторант Інституту мистецтвознавства, етнографії та фольклору імені Кондрата Крапиви НАН Білорусі Олександр Лисов, у 2009 році в буклеті до виставки згадувалася співробітниця Державного Російського музею «Н. Селезньова», яка проводила атрибуцію творів. Проте згодом з’ясувалося, що такої особи в музеї не існує, а сам «акт експертизи» виявився фальшивим. Це у 2013 році викликало журналістське розслідування у матеріалі Тетяни Матвєєвої для порталу TUT.BY.
За словами Лисова, від початку дар викликав питання: «чому твори авангарду було передано саме до літературного музею, де немає фахівців з образотворчого мистецтва?» Закс пояснював це тим, що Максим Богданович і художники-авангардисти були сучасниками. Крім того, у виставках регулярно заявлялося, що Клюн, Львов, Татлін і Архипенко бували у Вітебську, хоча підтверджень цьому в джерелах не виявлено. Окрему увагу експертів привернули заявлені у дар «проуни» Лисицкого. За словами Олександра Лисова, така знахідка була б справжньою сенсацією та змусила фахівців уважніше придивитися до походження всієї колекції. Він відзначив, що навіть одна добре документована знахідка, подібна до цих проунів, зобов’язує ретельно перевіряти джерела і походження кожного твору. Також занепокоєння викликала біографія самих творів: за словами Закса, їх збирали кілька поколінь родини. Зокрема, тітка Анна працювала лікаркою в повоєнній Білорусі, і селяни нібито дарували їй твори Левицького на знак вдячності. На думку експертів, така версія виглядає сумнівною.
Олександр Лисов наголошував, що білоруські музеї не мають ресурсів для повноцінної експертизи подібних дарів: немає ані фахівців, ані еталонних творів. Тому дарування 21 графічного аркуша деякі експерти сприйняли радше як піар-акцію, ніж щиру культурну ініціативу. За словами Лисова, в організації всіх виставок брав участь один і той самий музейний діяч — Петро Хотько, що в різні роки займав керівні посади у трьох установах, де виставлялася колекція Закса. Це також викликало запитання щодо прозорості просування виставкових проєктів.

### Наслідки розслідування
2014 року після публікації журналістського розслідування Тетяни Матвєєвої, у російській Вікіпедії було переглянуто статус статті «рос. Коллекция русского авангарда семьи Закс». Спочатку вона мала позначку «доброї статті», однак після появи критичних матеріалів цей статус було скасовано, а згодом статтю повністю вилучено. Унаслідок скандалу в Білорусі більше не було організовано жодної публічної виставки колекції Закса.

## Розслідування BBC

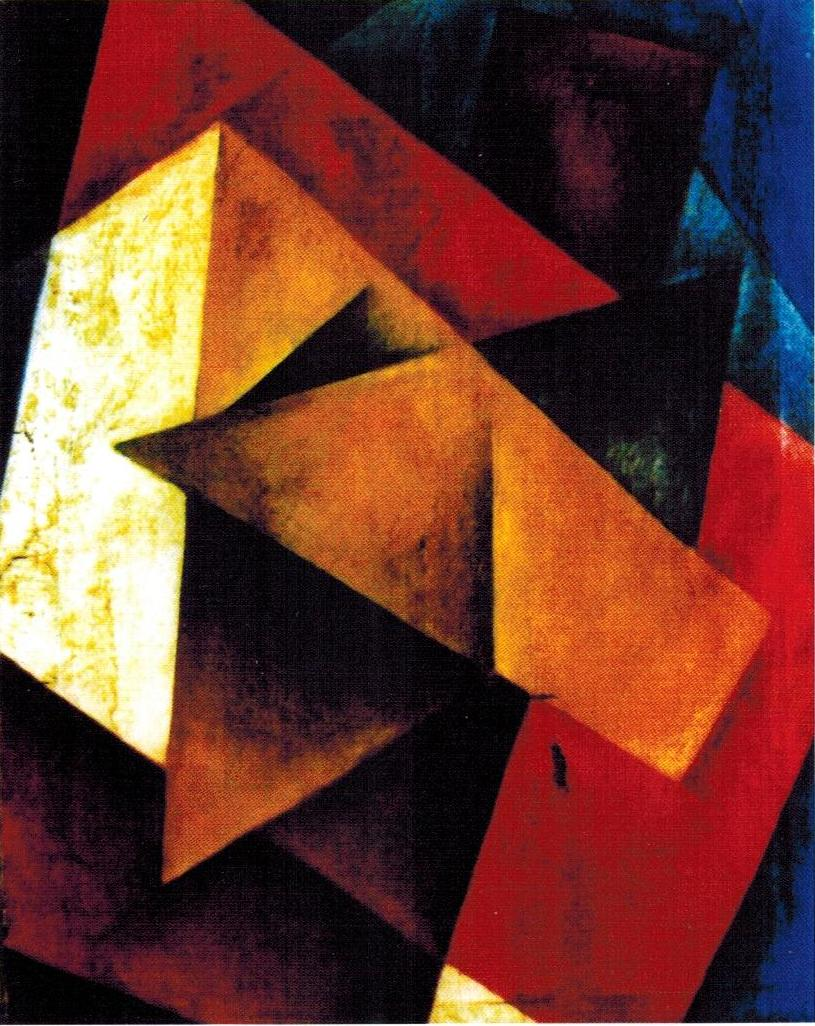
«Живописна архітектоніка» приписувана Любові Поповій, була визнана підробкою після розслідування журналістів BBC.

У 2024 році вийшло розслідування BBC авторства Григора Атанесяна, Тетяни Преображенської та Тетяни Януцевич, у якому зібрано свідчення фахівців та артдетективів про системне фальшування колекції. Було встановлено, що заявлена історія провенансу має численні суперечності, а значна частина картин була написана на матеріалах, які не існували до 1940-х років.

### Техніко-технологічний аналіз колекції
Аналізу було піддано частину творів з колекції Закса, які були придбані відомими колекціонерами з родини Блюм у Цюриху. Продаж здійснювався через швейцарську галерею «Орландо». Провідна дослідниця техніко-технологічного аналізу з лабораторії Art Discovery Джиллін Надольни дійшла висновку, що перевірені нею твори, які приписувалися Елю Лисицькому та Любові Поповій та були придбані за 400 000 та 500 000 швейцарських франків, є підробками. Надольни виявила в обох творах сучасні синтетичні волокна, які не існували в роки життя художників.
У супровідній документації до картин виявилися фальшиві сертифікати від нібито авторитетних експертів, серед яких — члени організації InCoRM (Міжнародна палата російського модернізму), які неодноразово були помічені в фальсифікаціях, а також статті білоруської мистецтвознавиці Тетяни Котович та співробітника Російського музею Антона Успенського. Останній у коментарі BBC зізнався, що свої тексти писав винятково зі слів Закса, ніколи не бачив оригіналів робіт і не підтверджував їхню автентичність.

### Дослідження провенансу
Провідні дослідники, зокрема Костянтин Акинша, Андрій Васильєв та Джеймс Баттервік, провели перевірку походження колекції, вивчили архіви, надіслали десятки запитів до музеїв та установ, і дійшли висновку, що історія, яку поширює Леонід Закс, не підтверджується жодними документами. Проблеми з провенансом почались ще на рівні легенди, яку озвучував сам Закс: зокрема, ключову роль у збиранні колекції він приписував брату своєї тітки — Мойсейові Заксу — який, за його словами, нібито з’явився у Москві в 1950-х роках як американський бізнесмен і скуповував картини після семінарів проти формалізму в Будинку культури МВС. Проте за запитом дослідників у Міністерстві внутрішніх справ РФ було підтверджено, що Центральний клуб культури МВС був закритий у 1949 році й не працював до 1966-го, а отже не міг бути місцем жодних виставок чи кампаній проти авангарду. Аналогічно, у МЗС РФ повідомили, що не знайшли жодних слідів про в'їзд громадянина США, на ім'я Мойсей Закс у ці роки. Також у розпорядженні Закса перебував лист від Музею історії і культури Білорусі, в якому нібито підтверджувалась історія колекції. Однак і цей документ викликав сумніви: у тексті листа Мойсей Закс зовсім не згадується, а єдиною особою, яка формувала колекцію, названа Анна Закс. Також місцем проведення згаданого семінару, на якому були показані «антиформалістські» твори, названо вже не Центральний будинок культури МВС, а мінський міськком КПРС. У документі також містилися стилістичні огріхи та  друкарські помилки. У відповіді на журналістський запит музей офіційно спростував справжність документа: у 2008 році така вихідна кореспонденція не фіксувалась, а індексація не відповідала прийнятим стандартам. Таким чином, лист також був визнаний фальсифікацією.

### Версія Закса
BBC намагалася зв’язатися із Заксом, і лише напередодні виходу фільму той погодився на інтерв’ю. Він заперечив свою участь у продажах, наполягав на достовірності родинних спогадів і заявив, що не бачить підстав для вибачень. При цьому колекціонер не зміг підтвердити жодного факту, на якому базувалася історія колекції. У відповідь на висновки експертів колекціонер сказав, що історію колекції записала його мама, «чесна людина», і додав:
|               | Ну кому я маю вірити — невідомим мені людям чи своїй мамі? |
| — Леонід Закс |                                                            |

## Вплив на музеї та ринок

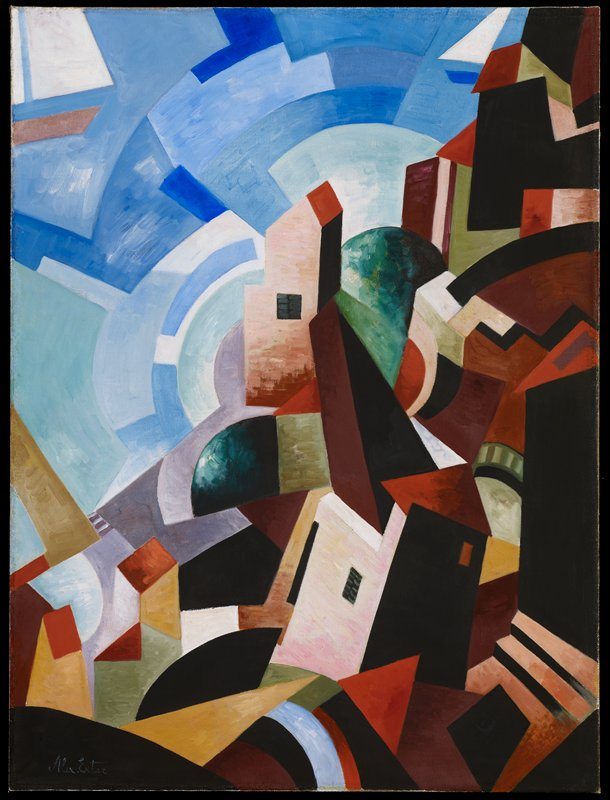
Одна з картин з колекції Закса зберігається у Інститут мистецтв Міннеаполіса — «Італійське місто біля моря», приписувана Олександрі Екстер.

Частину творів з колекції Закса було передано до музеїв США та Європи. Зокрема, Інститут мистецтв Міннеаполіса у 2015 році отримав дві роботи: «Годинникар» (приписувану Івану Клюну) і абстрактну композицію, приписувану Олександрі Екстер «Італійське місто біля моря». Клівлендський музей мистецтв має у своїй збірці ще одну картину з колекції Закса — «Пейзаж з будинками та деревами», приписувану Олександрі Екстер. У музеї Альбертіна у Відні експонувалась приписувана Олександрі Екстер композиція «Генуя». Проте після розголосу навколо фальсифікацій адміністрації музеїв відмовилась від будь-якого подальшого залучення до подібних проєктів, а самі роботи було вилучено з публічної демонстрації.
Ситуація з фальшивками позначилася і на загальному сприйнятті ринку авангарду. Через надзвичайно велику кількість підробок (за оцінками експертів, їх на ринку більше, ніж оригіналів) російський та український авангард став токсичною нішею: з ним відмовляються працювати навіть досвідчені дилери. Лондонські спеціалісти визнавали, що просто не хочуть мати справу з цим сегментом, адже ризик придбати або мимоволі продати підробку — надто високий. Цю тенденцію у фільмі BBC названо «королівством кривих дзеркал»: твори-підробки, наділені штучною легендою, витісняють справжні твори з обігу, а подекуди — й із наукових праць. Особливо небезпечним виявився вплив таких підробок на академічне середовище: згідно з дослідженнями мистецтвознавця Костянтина Акинші, значна частина ілюстрацій у дипломних і навіть дисертаційних роботах нової генерації мистецтвознавців ґрунтується саме на сумнівних картинах із таких колекцій. Таким чином, фальшивки поступово проникають у науковий обіг, створюючи спотворене уявлення про естетику й спадщину авангардного руху.

## У кіно та масовій культурі
Одна з картин з колекції Закса, приписувана Івану Клюну «Годинникар», з'явилася у фільмах «Оппенгеймер» Крістофера Нолана,  як частина інтер’єру кабінету головного героя та «Чудова історія Генрі Шугара» Веса Андерсона. Після розслідування BBC картину в Інституті мистецтв Міннеаполіса спершу переатрибутували як «приписується Клюну», а згодом вилучили з експозиції.

## Наслідки

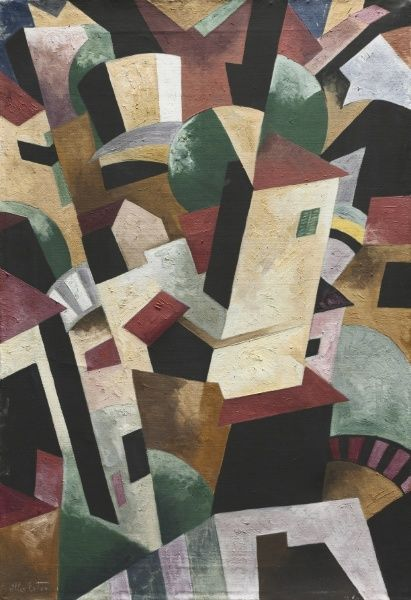
Одна з картин з колекції Закса зберігається у Клівлендському музеї мистецтв — «Пейзаж з будинками та деревами», приписувана Олександрі Екстер.

Скандал навколо колекції Закса став прикладом того, як сфальшований провенанс і відсутність належної експертизи можуть призвести до масового поширення фальшивок у музеях, приватних колекціях і навіть у кіно. Це поставило під загрозу довіру до всього сегмента ринку авангарду та спонукало до перегляду підходів до атрибуції й публікації експертних висновків.
|                                         | Це ще раз доводить, що агресивна і зарозуміла «російська» культура, яка в імперські та радянські часи привласнювала культури та спадщину інших народів і колективно називала їх «російськими», досить часто використовує спотворену інформацію та брехню, щоб створити ще більшу «фальшивку». |
| — Наталія Шпитковська, Advisory ArtCult | |

Невдовзі після появи сертифікатів, виданих InCoRM, у матеріалах судових справ щодо підробок російського авангарду в Німеччині та Бельгії, організація опинилася в центрі кількох міжнародних скандалів. Документи, підписані її членами, фігурували як експертні висновки, що супроводжували твори з ознаками фальсифікації. Засновниця та президентка InCoRM Патриція Рейлінг у коментарі BBC заявила, що організація фактично припинила діяльність через публічну критику та репутаційні втрати: «Через усі ці звинувачення у фальсифікаціях і наклепах ніхто вже не хотів мати з цим справу…».
Колекція Леоніда Закса виявилася однією з найуспішніших серед подібних випадків — насамперед тому, що їй вдалося уникнути серйозної уваги з боку провідних експертів, великих ЗМІ й правоохоронних органів. Як зазначають критики, усе здійснювалося відносно скромно: хоча йшлося про мільйони доларів США, фунтів стерлінгів і швейцарських франків. На відміну від інших гучних справ, таких як випадок бельгійського колекціонера Ігоря Топоровського, арештованого за обвинуваченням у поширенні підроблених творів  авангарду, справа Закса так і не набула кримінального розвитку. Вирішальним чинником у цьому стала відмова цюрихської родини Блюм (яка придбала частину колекції) звертатися до суду або вимагати порушення кримінального провадження.